# Skrumpsjön
Skrumpsjön är en sjö i Motala kommun i Östergötland och ingår i Motala ströms huvudavrinningsområde. Sjön har en area på 0,491 kvadratkilometer och ligger 157,8 meter över havet.

## Delavrinningsområde
Skrumpsjön ingår i det delavrinningsområde (651866-146238) som SMHI kallar för Mynnar i Hättorpsån. Medelhöjden är 157 meter över havet och ytan är 19,61 kvadratkilometer. Det finns inga avrinningsområden uppströms utan avrinningsområdet är högsta punkten. Vattendraget som avvattnar avrinningsområdet har biflödesordning 4, vilket innebär att vattnet flödar genom totalt 4 vattendrag innan det når havet efter 93 kilometer. Avrinningsområdet består mestadels av skog (88 procent). Avrinningsområdet har 0,78 kvadratkilometer vattenytor vilket ger det en sjöprocent på 4 procent.